# 김경호 (1960년)
김경호(金京鎬, 1960년 1월 11일 ~ )은 대한민국의 제7·8대 경기도의원, 제2·3·4대 경기도 의정부시의원이다.

## 학력
- 1966.03 ~ 1972.02 의정부중앙국민학교 졸업
- 1972.03 ~ 1975.02 의정부경민중학교 졸업
- 1975.03 ~ 1978.02 경희고등학교 졸업
- 경희대학교 정치외교학과 학사 졸업

## 경력
- 민주당 당원
- 1995.07 ~ 1998.06 제2대 경기도 의정부시의회 의원
- 1995.07 ~ 1996.12 제2대 경기도 의정부시의회 전반기 운영위원회 위원
- 1995.07 ~ 1996.12 제2대 경기도 의정부시의회 전반기 총무위원회 위원
- 1995.07 ~ 1996.12 제2대 경기도 의정부시의회 전반기 예산결산특별위원회 위원
- 1995.11 ~ 1995.12 제2대 경기도 의정부시의회 가스시설안전실태조사특별위원회 위원
- 1996.03 ~ 1995.03 제2대 경기도 의정부시의회 현충탑이전건립 및 부실공사실태조사특별위원회 위원
- 1996.07 ~ 1997.03 제2대 경기도 의정부시의회 공유재산관리실태조사특별위원회 위원
- 1997.01 ~ 1998.06 제2대 경기도 의정부시의회 후반기 운영위원회 위원
- 1997.01 ~ 1998.06 제2대 경기도 의정부시의회 후반기 산업건설위원회 위원
- 1997.01 ~ 1998.06 제2대 경기도 의정부시의회 후반기 예산결산특별위원회 위원
- 1998.07 ~ 2002.06 제3대 경기도 의정부시의회 의원
- 1998.07 ~ 2000.07 제3대 경기도 의정부시의회 전반기 부의장
- 1998.07 ~ 2000.07 제3대 경기도 의정부시의회 전반기 기획총무위원회 위원
- 1998.07 ~ 2000.07 제3대 경기도 의정부시의회 전반기 예산결산특별위원회 위원장
- 1998.08 ~ 1998.09 제3대 경기도 의정부시의회 수해조사특별위원회 위원
- 1998.12 ~ 1999.05 제3대 경기도 의정부시의회 주요사업추진실태조사특별위원회 위원
- 1999.04 ~ 1999.07 제3대 경기도 의정부시의회 의정부시생활폐기물자원회수시설건설사업조사특별위원회 위원
- 2000.07 ~ 2002.06 제3대 경기도 의정부시의회 후반기 환경건설위원회 위원
- 2000.07 ~ 2002.06 제3대 경기도 의정부시의회 후반기 예산결산특별위원회 위원
- 2000.09 ~ 2001.03 제3대 경기도 의정부시의회 의정부시미군사용토지반환및시설이전을위한조사특별위원회 위원장
- 2002.07 ~ 2006.06 제4대 경기도 의정부시의회 의원
- 2002.07 ~ 2004.07 제4대 경기도 의정부시의회 전반기 운영위원회 위원
- 2002.07 ~ 2004.07 제4대 경기도 의정부시의회 전반기 환경건설위원회 위원
- 2002.07 ~ 2004.07 제4대 경기도 의정부시의회 전반기 예산결산특별위원회 위원
- 2003.01 ~ 2003.05 제4대 경기도 의정부시의회 의정부시생활폐기물자원회수시설설치및운영조사특별위원회 위원장
- 2004.07 ~ 2006.06 제4대 경기도 의정부시의회 후반기 기획총무위원회 위원
- 2004.07 ~ 2006.06 제4대 경기도 의정부시의회 후반기 예산결산특별위원회 위원
- 경기도 의정부시 교육연대 회장
- 경기도 의정부시 사격연맹 회장
- 2008.06 ~ 2010.06 제7대 경기도의회 의원
- 2008.06 ~ 2008.07 제7대 경기도의회 전반기 자치행정위원회 위원
- 2008.07 ~ 2010.06 제7대 경기도의회 후반기 건설교통위원회 간사
- 2008.11 ~ 2008.11 제7대 경기도의회 FTA특별위원회 위원
- 2010.07 ~ 2014.06 제8대 경기도의회 의원
- 2010.07 ~ 2012.07 제8대 경기도의회 전반기 농림수산위원회 위원
- 2012.07 ~ 2013.07 제8대 경기도의회 후반기 보건복지공보위원회 위원
- 2013.07 ~ 2014.06 제8대 경기도의회 후반기 의장
- 2016.01.25 더불어민주당 탈당
- 2016.02.16 국민의당 입당
- 2018.02 ~ 2020.02 바른미래당 경기도당 의정부시 갑 지역위원회 위원장
- 2020.02.25 바른미래당 탈당
- 2020.03.02 미래통합당 입당

## 역대 선거 결과
|  | 23.45% |

|  | 55.55% |

|  | 54.52% |

|  | 33.86% |

|  | 61.79% |

|  | 56.22% |

|  | 19.08% |